# 1116
Năm 1116 là một năm trong lịch Julius.